# Seebach (Mühlhausen)

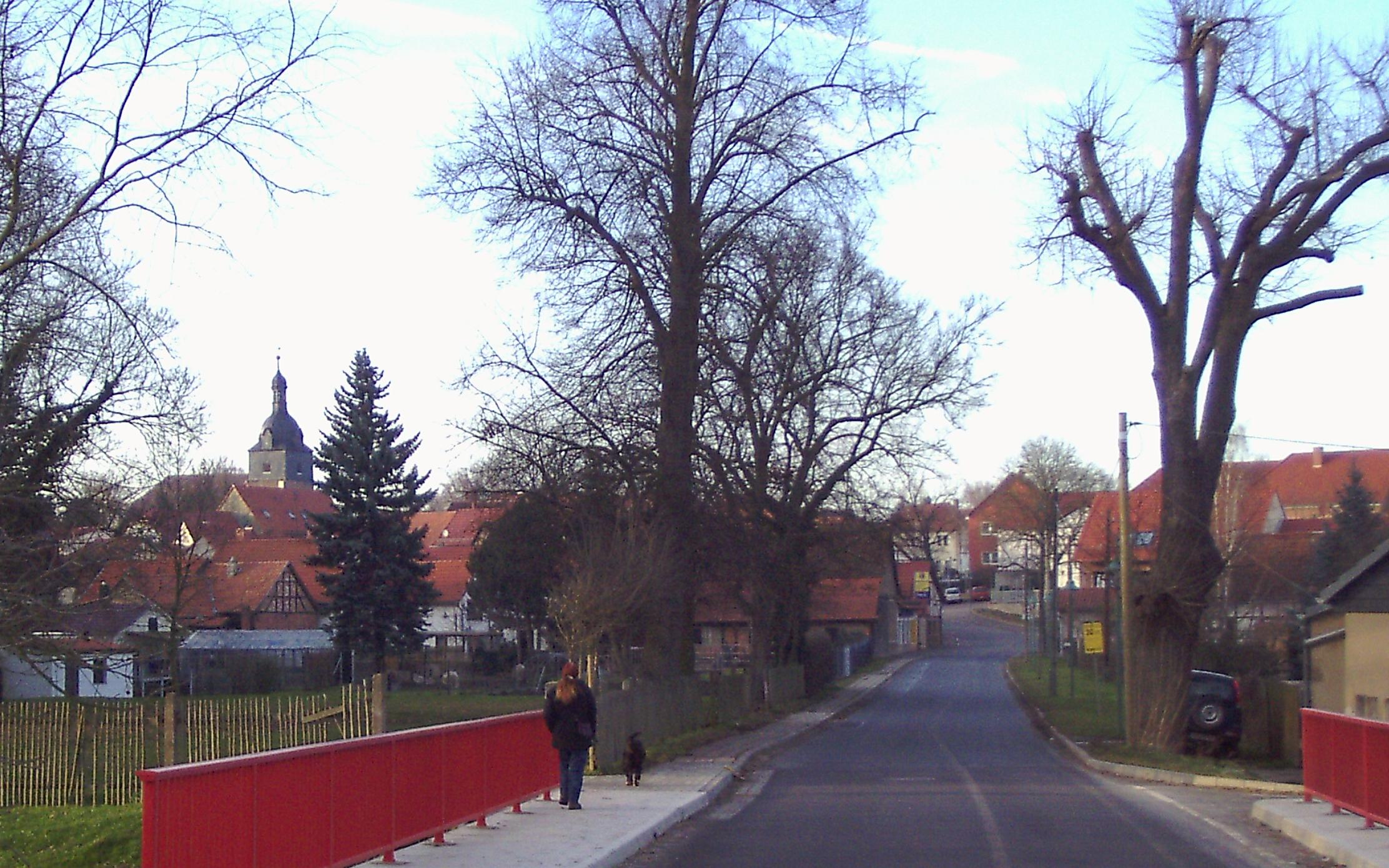
Blick von Süden auf Seebach

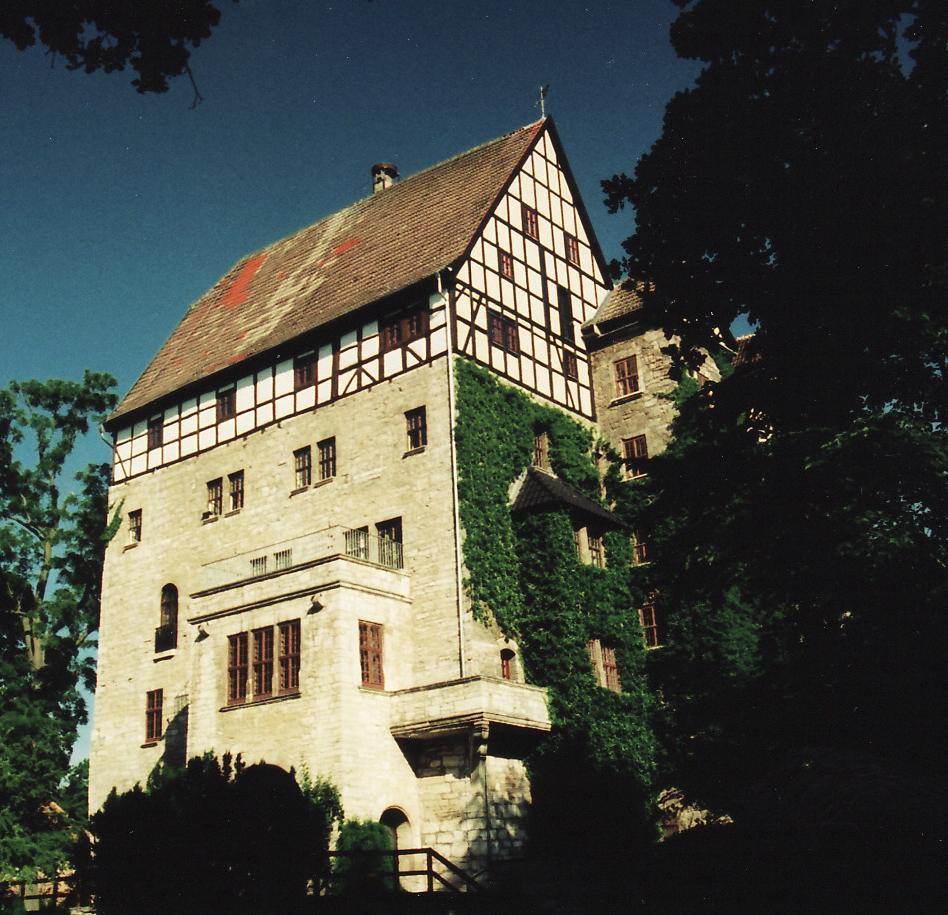
Wasserschloss derer von Berlepsch, von Süden aus gesehen, heutige Vogelschutzwarte.

Seebach ist ein rechts der Unstrut gelegener, ländlich geprägter Ortsteil der Stadt Mühlhausen/Thüringen im nordwestthüringischen Unstrut-Hainich-Kreis.

## Geographie

### Lage
Seebach liegt nördlich des von Niederdorla kommenden Seebachs, eines linksseitigen Nebenbaches der Unstrut, in einer Höhenlage zwischen 190 und 195 m ü. NN. Die höchsten Erhebungen innerhalb der Gemarkung von Seebach sind der in die Ackerflur eingebettete Kobenberg (213,6 m ü. NN) im Süden und der an seinem Nordwestfuß bewaldete Kahle Berg (208,1 m ü. NN) im Südwesten.

### Geologie
Der oberflächennahe geologische  Untergrund des Ackerhügellandes um Seebach wird geprägt von den  Gesteinen des Gipskeupers  und der Bunten Mergel (Mittlerer Keuper). Den meist tonigen Gesteinen  lagern besonders in Kuppenlage mächtige Lößlehmdecken auf. Im breiten  Unstruttal im Osten sind Auelehme  aufgeschlossen.

## Geschichte
Der Ort wird als Sebah bzw. Seobah zuerst anlässlich von Schenkungen eines Hadabraht an das Kloster Fulda unter Abt Sturmi (750–779) und eines Grafen Erpfol an das Hochstift Würzburg zwischen 802 und 815 erwähnt. Am 23. Juli 1123 wurde die Gründung einer ersten Pfarrkirche am Ort beurkundet. Von 1186 an lässt sich eine ministerialische Familie der Herren von Seebach nachweisen, die sowohl zu den Landgrafen von Thüringen als auch zu den Erzbischöfen von Mainz in Beziehungen stand. In der ersten Hälfte des 13. Jahrhunderts bildete sich ein neuer Siedlungsschwerpunkt innerhalb der Gemarkung des Dorfes Seebach heraus, nachdem am heutigen Standort der Vogelschutzwarte eine neue Burg errichtet worden war. Der ältere Siedlungskern am Unstrutufer wurde danach Niederseebach genannt. In nachmittelalterlicher Zeit ist diese ältere Dorfstelle wüst gefallen.
Hans Sittich von Berlepsch, sächsischer Amtmann auf der Wartburg, erwarb die Wasserburg Seebach 1524, die im Bauernkrieg 1525 zerstört und anschließend von ihm wiederaufgebaut wurde. Die Burg wurde, besonders im 19. Jahrhundert und 1911–1914, zum bis heute erhalten gebliebenen, mehrstöckigen Steinbau mit aufgesetztem Fachwerkbau umgebaut.
Seebach gehörte bis 1815 zum kursächsischen Amt Langensalza und nach seiner Abtretung an Preußen von 1816 bis 1944 zum Landkreis Langensalza in der Provinz Sachsen.
Der Einsatz des Schlossbesitzers und Berufsoffiziers Hans Freiherr von Berlepsch (1857–1933) für den wissenschaftlichen und praktischen Vogelschutz wurde 1908 mit der staatlichen Anerkennung durch die Königlich-Preußische Landesregierung als ornithologische „Versuchs- und Musterstation“ auf seinem Gut gewürdigt. Der „Altmeister des deutschen Vogelschutzes“ ruht seit 1933 in einem schlichten Grab auf dem Friedhof von Seebach. Seit 1936 darf die Einrichtung auf Schloss Seebach offiziell den Titel „Staatliche Vogelschutzwarte“ führen.
1945 zog in das Schloss zunächst eine amerikanische, dann sowjetische Besatzung ein. Die Familie von Berlepsch wurde aufgrund der Bodenreform in der SBZ enteignet und verlor damit ihren Stammsitz Seebach. Beide Familien von Berlepsch mussten Seebach verlassen.
1946 konnte die „Ornithologische Forschungsstelle“ in das untere Geschoss der Wasserburg einziehen. Sie wurde Unterabteilung des „Instituts für Pflanzenschutzforschung“ der DDR in Kleinmachnow und hatte sich schwerpunktmäßig mit den Auswirkungen des großräumigen Einsatzes von toxischen Agrochemikalien in der DDR-Landwirtschaft auf die Vogelwelt und mit der „Schadvögel-Abwehr“ zu beschäftigen. Als „traurige Phase in unserer Geschichte“ bezeichnet der jetzige Leiter der Warte, Dr. Jaehne, die Untersuchung von 300 toxischen Wirkstoffen an einer eigens hierfür gehaltenen Kolonie von Japanwachteln.
Schloss Seebach wurde nach der Wende der dringend notwendigen, grundhaften Sanierung unterzogen.
Am 30. Juni 1994 wurde Seebach in die neue Gemeinde Weinbergen integriert. Seit dem 1. Januar 2019 ist es, durch den Beitritt der Gemeinde Weinbergen zur Stadt Mühlhausen, ein Ortsteil dieser Stadt.

## Sehenswürdigkeiten

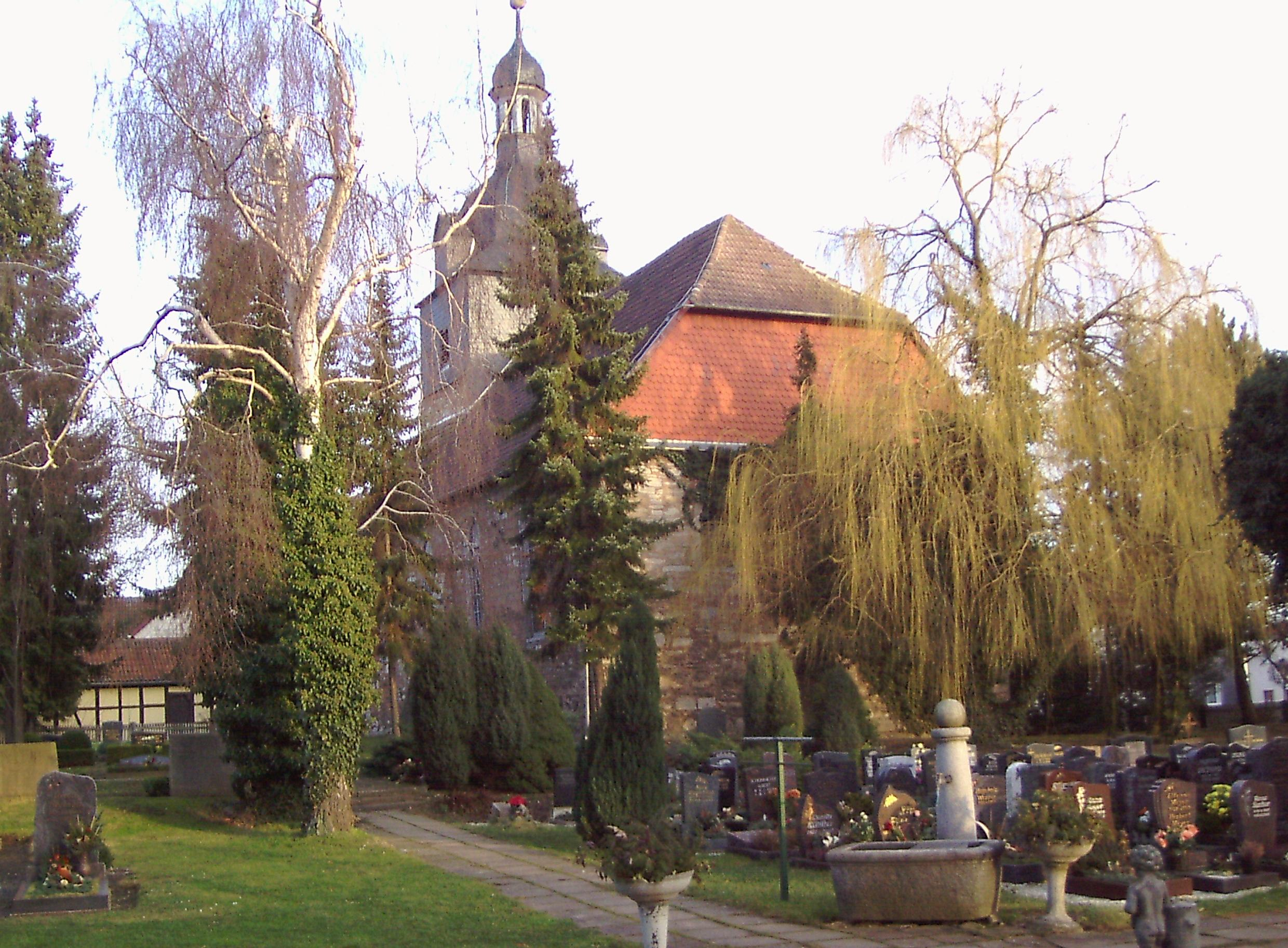
Sankt-Johannis-Kirche in Seebach mit Friedhof

- Im Westen des Ortes befindet sich das Wasserschloss Seebach mit der darin befindlichen, seit 1908 bestehenden Vogelschutz-Station, seit 1936 Vogelschutzwarte, einer Außenstelle der Thüringer Landesanstalt für Umwelt und Geologie (TLUG). Das Schloss ist eingebettet in eine Parkanlage mit altem Baumbestand und Parkteich. Besichtigung möglich.
- In der Mitte des Ortes liegt die evangelische Kirche Sankt Johannis, die auf einem romanischen Vorgängerbau gegründet wurde.
- Auf dem Friedhof findet sich das Grab von Hans von Berlepsch, dem Begründer des deutschen Vogelschutzes.

## Wirtschaft
Seebach ist landwirtschaftlich geprägt. Die umliegenden Hügel werden überwiegend ackerbaulich genutzt. Im Nordosten des Ortes hat die Agrargenossenschaft Großengottern ihren Sitz, ein landwirtschaftlicher Großbetrieb mit 3700 ha Nutzfläche, sowie eine Verkaufsstelle des angeschlossenen Nahrungsmittelbetriebes. Westlich des Ortes befindet sich eine große Stallanlage mit Biogasanlage.
Im Gewerbegebiet im Nordosten ist auch ein Automobil-Verwertungsbetrieb ansässig. Im östlichen Ortsteil befindet sich ein Betrieb zur Herstellung von Sauerkonserven, insbesondere von Fass-Sauerkraut. Der Weißkohl wird dafür in der Unstrutaue und auf den Lössböden der Keuperhügel auf Seebacher Gemarkung und in der näheren Umgebung angebaut. Die Sonderkulturen benötigen viel Wasser, das sie zu Dürrezeiten aus dem zu Bewässerungszwecken westlich des Ortes angelegten Speicher Seebach-Oppershausen erhalten. Der Speichersee ist mit 5 Mio. m³ Fassungsvermögen einer der größten Speicherseen des Innerthüringischen Ackerhügellandes.

## Verkehr
Der Ort wird im Osten von der B 247 tangiert. Am Bahnhof Seebach nordöstlich der Ortslage befindet sich ein Haltepunkt der DB Regio. Mit einer Landstraße 2. Ordnung (L 2101) ist Seebach an den im Norden gelegenen Ortsteil Höngeda angeschlossen. Im Süden läuft die Landstraße weiter nach Heroldishausen und mündet in die Landstraße 2100 zwischen Großengottern und Mülverstedt.

## Söhne und Töchter
- Christian Ernst von Reichenbach (1644–1699), Jurist, Hochschullehrer und Staatsmann
- August Adolph von Berlepsch (1790–1867), Forstmann
- Johann Friedrich Hahn (1793–1856), Pfarrer und Politiker
- August von Berlepsch (1815–1877), Bienenforscher
- Hans Freiherr von Berlepsch (1857–1933), Berufsoffizier und Ornithologe
- Mechthild von Alemann (* 1937), Politikerin (FDP)

## Sonstiges
- Das Jubiläum 100 Jahre Vogelschutzwarte in Seebach wurde mit einer Sonderbriefmarke gewürdigt.
- Als  Zeugnisse eines oft derben  Volkshumors bildeten sich bereits vor   Jahrhunderten Besonderheiten des     jeweiligen Dorfes   charakterisierende Neck- und Spitznamen heraus. Demnach lebten hier im   Ort die Seebacher Nauler – Seebacher Nagler.[5]